# 166 f.Kr.

## Händelser

### Efter plats

#### Seleukiderriket
- Seleukiderkungen Antiochos IV inleder ett fälttåg mot parterna, som hotar hans rike i öster. Han lämnar sin kansler Lysias med ansvaret att regera södra Syrien och att vara förmyndare för hans son.
- Ledaren för det judiska upproret mot det syriska styret Mattathias dör och hans tredje son Judas tar över ledarskapet för upproret enligt hans fars önskan på dödsbädden.
- Slaget vid Beth Horon utkämpas mellan judiska styrkor, ledda av Judas Mackabaios och en seleukidisk armé. Mackabaios lyckas överraska och därmed besegra den mycket större syriska armén.
- Slaget vid Emmaus utkämpas mellan de judiska rebellerna, under Judas Mackabaios ledning, och seleukidiska styrkor skickade av Antiochos IV och ledda av Lysias och hans general Gorgias. I detta slag lyckas Judas Mackabaios och hans mannar med att slå tillbaka Gorgias och tvinga ut hans armé ur Judeen samt ner till kustslätten, i vad som är en viktig seger i kampen för Judeens självständighet.

#### Romerska republiken
- Den romerske pjäsförfattaren Terentius Andria (Flickan från Andros) uruppförs vid de megalesiska spelen.

#### Kina
- Laoshang leder 140 000 Xiongnukavallerister i en räd mot Anding och de når så långt som till det kungliga semesterstället vid Yong.

### Efter ämne

#### Konst
- Byggandet av den västra sidan av altaret i Pergamon i Turkiet inleds (färdigt 156 f.Kr.). En rekonstruktion av det finns numera på Staatliche Museen zu Berlin, Preussischer Kulturbesitz, Pergamonmuseum.

## Avlidna
- Mattathias, far till Judas Mackabaios, judisk präst från Modi'in, nära Jerusalem, som har inlett och kort lett ett uppror av judarna i Judeen mot det syriska Seleukiderriket